# 410 v.Chr.
Het jaar 410 v.Chr. is een jaartal volgens de christelijke jaartelling.

## Gebeurtenissen

### Griekenland
- In Athene wordt de democratie weer hersteld, Alcibiades behaalt een overwinning op de Spartaanse vloot in de zeeslag bij Cyzicus.
- Athene beheerst wederom de graanroute vanuit de Zwarte Zee, Alcibiades weigert een vredesverdrag met Sparta.
- Archelaüs I van Macedonië vraagt steun van de Atheners, om de opstand in Pydna te onderdrukken, deze stuurt een legereenheid onder het bevel van Theramenes.
- Euagoras I beheerst vrijwel geheel Cyprus, hij stuurt voedsel naar Athene en trotseert daarmee de Perzen.

### Egypte
- In Opper-Egypte maakt Hydarnes gebruik van de afwezigheid van de Perzische satraap Arsames en komt in opstand.
- De priesters van Chnoem steunen de rebellie door de belofte van de Perzen dat de Joodse Tempel van Syene verwoest zal worden.

### Carthago
- Hannibal Mago wordt suffeet van Carthago.
- Feneciërs in Iberië sluiten zich aan bij Keltiberiërs om zich af te snijden van Carthago. Ze stoppen met de export van Koper en zilver, en sluiten de Tin exporten uit Cornwall af.

## Geboren
- Pelopidas (~410 v.Chr. - ~364 v.Chr.), Grieks staatsman en veldheer uit Thebe
- Dio van Syracuse (~410 v.Chr. - ~354 v.Chr.), tiran van Syracuse en schoonzoon van Dionysius I